# Prádena del Rincón
Prádena del Rincón es un municipio y localidad española de la Comunidad de Madrid. El término municipal, ubicado en la comarca de la Sierra Norte, dentro de la sierra del Rincón, tiene una población de 139 habitantes (INE 2024).

## Geografía
Entre las estribaciones de la sierra de Somosierra y el macizo de Ayllón, Prádena del Rincón se encuentra situada, a 1104 m sobre el nivel del mar. En su término municipal se alcanzan altitudes de casi 1800 m, en la zona de las laderas de la sierra de la Puebla que caen dentro del municipio. 
Prádena del Rincón, junto con Horcajuelo de la Sierra, La Hiruela, Montejo de la Sierra y Puebla de la Sierra, conforman la sierra del Rincón que fue declarada por la Unesco «Reserva de la Biosfera» en junio de 2005.
Tanto el puerto de la Puebla como parte de las faldas de los picos Porrejón y Peña de la Cabra se encuentran en su término municipal: pertenecen las cumbres Portezuela, de 1751 m, peña del Águila, de 1679 m y el pico de la Dehesilla de 1316 m de altitud. 
Su término municipal está surcado por varios cauces fluviales. El más importante es el río Nava, en el que vierten sus aguas varios arroyos. Además, la reguera de Paredes, que trae agua desde La Hiruela, atraviesa también su término. Todas estas peculiaridades configuran unos paisajes donde la mano del hombre apenas ha intervenido y donde pradera y montaña compiten en protagonismo. La flora está compuesta de robles, acebos, serbales, enebros, brezos, cerezos, perales, olmos, plantas aromáticas. La fauna va desde el zorro hasta el corzo, pasando por jabalíes, águilas reales y un gran número de aves.
En Prádena existen multitud de sendas para hacer a pie o en bicicleta. Algunas de ellas se encuentran señalizadas, por lo que son fácilmente transitables. Varias de ellas pasan por la cañada de las Merinas, un cordel de la cañada real por la que se conducían el ganado durante la trashumancia. En el término municipal de Prádena había un descansadero donde los pastores hacían un alto para que el ganado descansase.

## Historia
En su término municipal se encontró en 1881 un hacha de fibrolita de la Edad del Bronce y otros restos prehistóricos, pero no se han efectuado excavaciones que confirmen la existencia de posibles asentamientos humanos de la época. También aparecieron restos romanos relacionados con su red de comunicaciones.
No existe una fecha exacta de su fundación, pero ya en el Fuero de Sepúlveda de 1076, dado por el rey Alfonso VI, se menciona el terreno comprendido entre los valles del Lozoya y del Jarama donde hoy se asienta, entre otros pueblos, Prádena del Rincón. Y fue este mismo rey quien en 1085 conquistó a los musulmanes la plaza de Buitrago del Lozoya, que formaba parte del Reino de Toledo. Es a partir de 1096, al conceder Alfonso VI a Buitrago un privilegio de repoblación y las armas de su escudo: un toro y una encina con la leyenda "Ad alenda pecora" ("Para alimentar a los ganados"), cuando se creó una comunidad de villa y tierra vinculada a este núcleo poblacional y en la que estuvo Prádena del Rincón con otros pueblos de la comarca. Por estos motivos puede situarse la fundación de Prádena entre 1085 y 1096.
Hacia mediados del siglo XIX, el lugar tenía contabilizada una población de 288 habitantes. Aparece descrito en el decimotercer volumen del Diccionario geográfico-estadístico-histórico de España y sus posesiones de Ultramar de Pascual Madoz de la siguiente manera:

PRADENA DEL RINCON: l. con ayunt. de la prov. y aud. terr. de Madrid (15 1/2 leg.), part. jud. de Torrelaguna (6 1/2), c. g. de Castilla la Nueva, dióc. de Toledo (27). sit. al pie y N. del cerro llamado de la Mujer-muerta; le combaten todos los vientos, en particular el N.; su clima es frio, y las enfermedades mas comunes intermitentes. Tiene 70 casas de inferior construccion; la del ayunt.; varios parages para ganado; escuela de instruccion primaria comun á ambos sexos, á la que concurren 40 alumnos, dotada con 800 rs.; 3 fuentes de buenas aguas, de las cuales se utilizan los vec. para sus usos, y una igl. parr. (Sto. Domingo) con curato de entrada y provision en concurso. Confina el térm.: N. Horcajuelo y Montejo de la Sierra; E. la Hiruela de Buitrago; S. Paredes de Buitrago, y O. Madarcos; se estiende una leg. de N á S. y 1 y 1/4 dé E. á O., y comprende 3 deh. boyales de pasto y monte, una de ellas compuesta de 100 fan.; algunas huertas con varios árboles; diferentes fuentes de buenas aguas, y prados que crian regular heno: le atraviesan muy próximo al pueblo 2 pequeños arroyos, de los cuales se surten de aguas las regueras. El terreno es de inferior calidad, esceptuando 40 fan. que hay de regadio. caminos: los que dirigen á los pueblos limítrofes, en pésimo estado. El correo se recibe de Buitrago por los mismos interesados. prod.: algo de trigo, centeno, cebada, patatas, lino y hortalizas; mantiene ganado lanar y vacuno, y cria caza de liebres, conejos, perdices, otras aves, garduñas, lobos y zorras. ind.: la agrícola, un molino harinero y 10 telares de lienzos caseros y jerga. pobl.: 48 vec., 288 alm. cap. prod.: 318,243 rs. imp.: 73,965. contr.: segun el cálculo general y oficial de la prov., 9'65 por 100.
(Madoz, 1849, p. 200)

## Demografía
Cuenta con una población de 139 habitantes (INE 2024).
| Gráfica de evolución demográfica de Prádena del Rincón entre 1842 y 2021                                              |
| |
| Población de derecho según los censos de población del INE. Población de hecho según los censos de población del INE. |

## Comunicaciones
Prádena del Rincón está comunicado por cuatro líneas de autobús, pero ninguna de ellas tiene conexión directa con Madrid capital. 
| Línea | Recorrido                                                       | Operador |
| ----- | --------------------------------------------------------------- | -------- |
| 191C  | Buitrago del Lozoya - Montejo de la Sierra                      | ALSA     |
| 199A  | Buitrago - Montejo - Mangirón - Buitrago                        | ALSA     |
| 911   | Buitrago de Lozoya - Montejo de la Sierra - La Hiruela          | ALSA     |
| 912   | Buitrago de Lozoya - Montejo de la Sierra - Puebla de la Sierra | ALSA     |

## Patrimonio

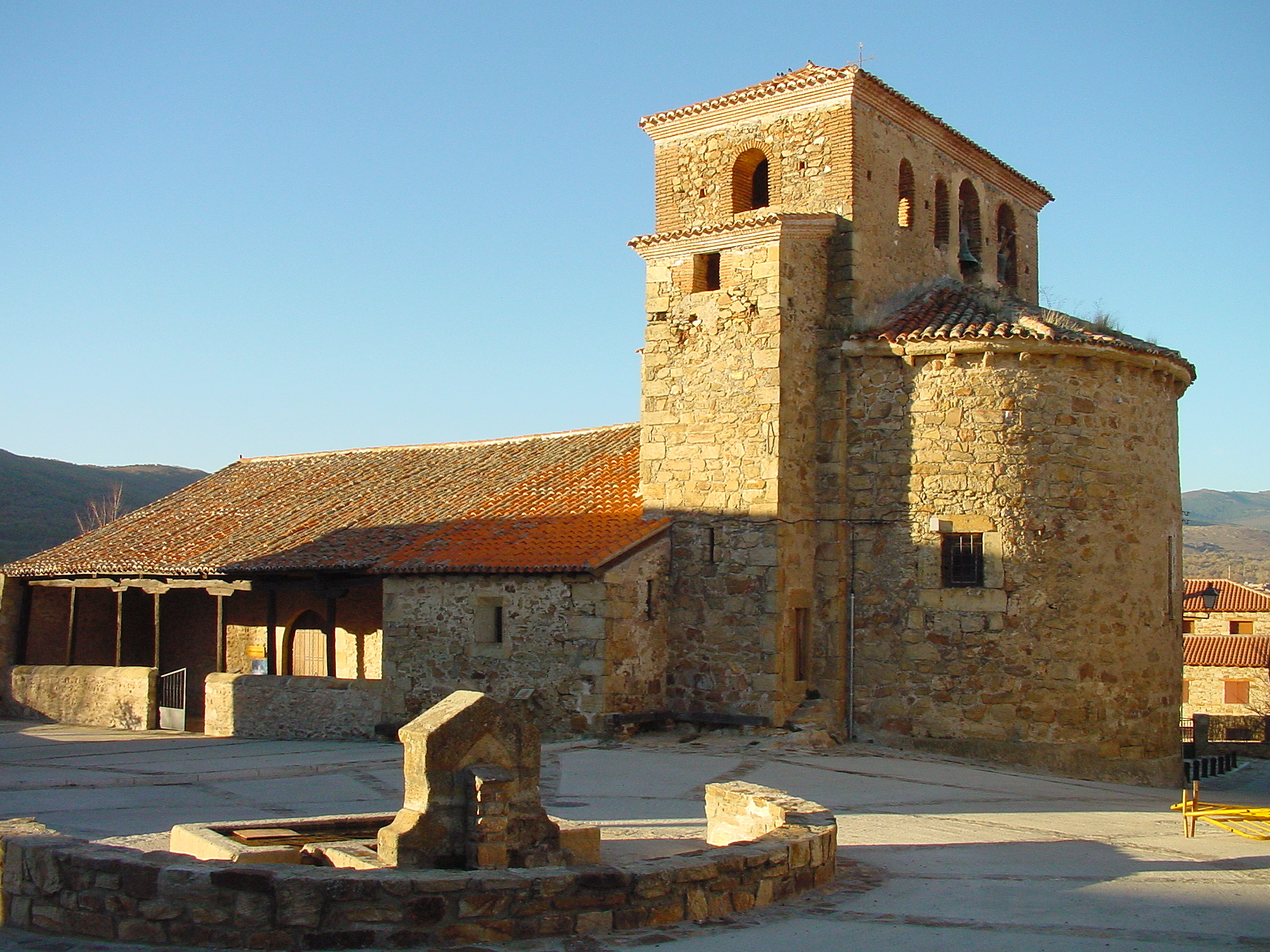
Iglesia de Santo Domingo de Silos

La iglesia parroquial de Prádena del Rincón, bajo la advocación de Santo Domingo de Silos, pertenece a un conjunto de edificios religiosos menores próximos a Buitrago. De una sola nave, la iglesia se articula en planta alrededor de su eje. El elemento más importante es el ábside semicilíndrico al exterior, cubierto por una bóveda de horno y abierto a la nave central por medio de arcos de diafragma, de diferente altura, de tal modo que el que tiene la clave más baja, comunica el conjunto del ábside y el presbítero con el resto de la nave. Su cubierta es de teja y el alero se forma con canecillos de piedra. La cabecera de la iglesia se cubre con bóveda de horno y bóveda apuntada, el resto de la única nave se cubre con un techo en forma de artesa, con sendos tirantes y cuadrales en el encuentro con la cabecera. Al exterior, la cubierta se remata con teja árabe a dos aguas. 
Por su soberbio pórtico norte se la considera uno de los mejores ejemplos del mudéjar madrileño.
Durante unos trabajos de restauración de la iglesia, en 2011, se hizo en ella un curioso hallazgo: tres tallas, de estilo gótico aunque con rasgos arcaizantes, al parecer del siglo XIV. Representan a la Virgen, san Juan (posiblemente partes de un calvario) y un monje, quizá santo Domingo de Silos o, más probablemente, santo Tomé, al que la iglesia estaba consagrada antes de 1529. Dos de ellas estaban decapitadas, y las tres aparecieron enterradas dentro de un nicho en el atrio norte de la iglesia.

## Fiestas y tradiciones
Como fiesta principal se señala la que se celebra durante el mes de julio, en honor a Nuestra Señora del Carmen, donde los aldeanos se reúnen en verbenas, grupos y representaciones. Los meses estivales, además, son una buena época para los que se animen a organizar escapadas rurales.